# Trivellona suduirauti
Trivellona suduirauti is een slakkensoort uit de familie van de Triviidae. De wetenschappelijke naam van de soort is voor het eerst geldig gepubliceerd in 1996 door Lorenz.